# Lee Hae-chan
Lee Hae-chan, född 10 juli 1952 i Cheongyang-gun, är en sydkoreansk politiker som var premiärminister 2004–2006 samt partiledare för det demokratiska partiet 2018–2020.
Lee Hae-chan representerade tidigare partiet Yŏllin Uri-dang och senare DPK, demokratiska partiet i Sydkorea och har med något kortare uppehåll suttit i parlamentet sedan 1988.
Under president Kim Dae-jung tjänstgjorde han som utbildningsminister 1998-1999. Han fick i denna egenskap verkställa en omfattande utbildningsreform, där man bland annat ändrade antagningsreglerna till högskolan, något som kritikerna menar gjorde att man kunde komma in på högskolan om man bara var bra på ett ämne.
När järnvägsarbetarnas fackförening tillsammans med tunnelbaneförarnas fackförening gick ut i strejk 1 mars 2006 tillbringade Lee Hae-chan dagen i Busan där han spelade golf med lokala affärsmän. Detta sågs som en skandal, och många menade att det var ett bevis på att Lee Hae-chan inte tog sitt uppdrag på allvar.
14 mars 2006 lämnade Lee Hae-chan sin avskedsansökan till president Roh Moo-hyun, som accepterade den. Enligt hans talesmän beklagar han sitt handlande.

### Fotnoter
1. ↑  ”S Korea PM quits after golf gaffe”. BBC. 14 mars 2006. http://news.bbc.co.uk/2/hi/asia-pacific/4804018.stm.